# Cavalaria pessoal do imperador

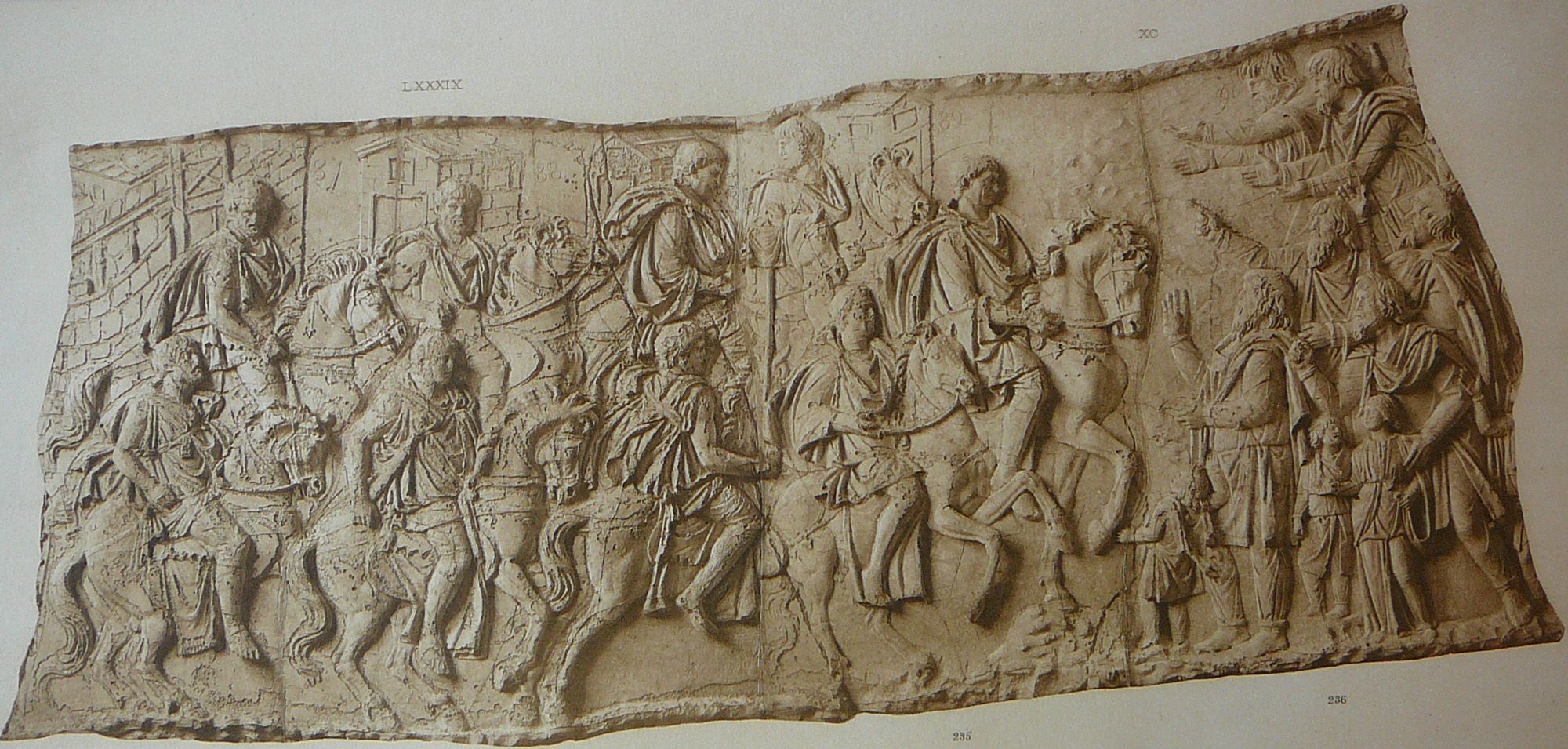
Cavaleiros pessoais (esquerda) escoltam o imperador Trajano (centro-direito) em campanha na Dácia.
Detalhe da Coluna de Trajano, em Roma

A cavalaria pessoal do imperador ou do Augusto, ou ainda equestres pessoais do imperador ou do Augusto (em latim: equites singulares Augusti) foi um corpo de cavalaria da guarda pretoriana durante o Principado (27 a.C.–285 d.C.) do Império Romano. Baseada em Roma, escoltava o imperador romano todas as vezes que deixava a cidade em campanha ou em viagens pelas províncias.

## História
Sua origem é incerta. Pode ter sido criado pela dinastia flaviana ou por Trajano (r. 98–117), uma vez que aparece documentada na Coluna de Trajano como ativa durante as Guerras Dácias (101–106). Tem sido sugerido que formou a guarda montada pessoal do imperador já durante seu mandato como governador da Germânia Superior. Embora designada em inscrição como um número, parece ter sido estruturada como uma ala militar regular (ou seja, força dupla) de auxiliares, sob o comando de um tribuno militar (comumente listado como um prepósito), que provavelmente reportou-se ao prefeito pretoriano, o comandante da guarda homônima.

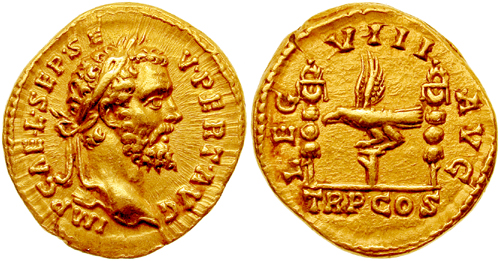
Áureo de Septímio Severo r.

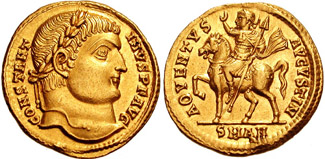
Soldo de r.

Inicialmente provavelmente continha 720 cavalos, divididos em 24 turmas, ou esquadrões, de 30 homens cada sob comando de decuriões. Os números elevaram-se para cerca de 1 000 sob Adriano (r. 117–138) e o regimento foi expandido para cerca de 2 000 cavalos no final do século III pelo imperador Septímio Severo (r. 193–211). Tinham como sua base um castro situado ao sopé do monte Célio, em Roma, que em 193, após a última fase de reorganização do regimento, recebeu uma expansão; as ruínas de ambos foram descobertos sob a Arquibasílica de São João de Latrão. O equipamento dos cavaleiros imperiais foi o mesmo da cavalaria auxiliar ordinária. A partir do grande friso de Trajano incorporado ao Arco de Constantino de Roma, parece que seu emblema era o escorpião, que foi brasonado sob seus estandartes e seus escudos.
Os cavaleiros imperiais foram recrutados dentre os cavaleiros em ofício nas alas auxilares, sendo eles selecionados por suas qualidades. Como o pertencimento à guarda pretoriana foi estritamente limitado às pessoas que mantivessem a cidadania romana, parece que aos recrutas da guarda montada imperial foi concedida cidadania sob alistamento, ao invés de terem de servir 25 anos com qualidade como fizeram seus companheiros de ala. Com base em inscrições, sugere-se que estes cavaleiros foram recrutados principalmente dos regimentos estacionados na Germânia Inferior, Germânia Superior, Panônia, Récia e Nórica.
Parece que após algumas campanhas, destacamentos desses cavaleiros foram deixados nas províncias, para formar o núcleo das novas alas regulares, que mantiveram seu título prestigioso e repartiram reputação, ou seja, a I Ala Flávia Pessoal  estacionada na Récia em meados do século II. Em 312, após a derrota de Magêncio (r. 306–312) na Batalha da Ponte Mílvia (312), o regimento foi debandado, junto com o resto da guarda pretoriana, pelo imperador Constantino, o Grande (r. 306–337). A unidade já podia ter se tornado redundante, se as escolas palatinas, os regimentos de cavalaria de elite que escoltavam o imperador, já tinham sido estabelecidas por Diocleciano (r. 284–305). Alternativamente, as escolas podem ter sido fundadas por Constantino como uma substituição direta dos cavaleiros pessoais.